# Coptotettix capitatus
Coptotettix capitatus är en insektsart som beskrevs av Bolívar, I. 1887. Coptotettix capitatus ingår i släktet Coptotettix och familjen torngräshoppor. Inga underarter finns listade i Catalogue of Life.